# Carsen Twarynski
Carsen Twarynski, född 24 november 1997, är en kanadensisk professionell ishockeyforward som spelar för Seattle Kraken i NHL.
Han har tidigare spelat på NHL-nivå för Philadelphia Flyers och på lägre nivåer för Lehigh Valley Phantoms i American Hockey League (AHL) och Calgary Hitmen och Kelowna Rockets i Western Hockey League (WHL).
Twarynski draftades av Philadelphia Flyers i tredje rundan i 2016 års draft som 82:a spelare totalt.

## Statistik
| 2010–2011  | Calgary Bisons         | AMBHL      | 1   | 0  | 0  | 0   | 0   | —  | — | — | —  | —  |
| 2011–2012  | Calgary Bisons         | AMBHL      | 27  | 2  | 7  | 9   | 24  | —  | — | — | —  | —  |
| 2012–2013  | CBHA Rangers           | AMMHL      | 32  | 11 | 23 | 34  | 16  | —  | — | — | —  | —  |
| 2013–2014  | Calgary Buffaloes      | AMHL       | 32  | 13 | 16 | 29  | 31  | —  | — | — | —  | —  |
|            | Okotoks Oilers         | AJHL       | 2   | 0  | 0  | 0   | 0   | —  | — | — | —  | —  |
| 2014–2015  | Calgary Hitmen         | WHL        | 58  | 6  | 16 | 22  | 22  | 16 | 1 | 4 | 5  | 14 |
| 2015–2016  | Calgary Hitmen         | WHL        | 67  | 20 | 25 | 45  | 42  | 5  | 0 | 1 | 1  | 0  |
| 2016–2017  | Calgary Hitmen         | WHL        | 36  | 10 | 11 | 21  | 42  | —  | — | — | —  | —  |
|            | Kelowna Rockets        | WHL        | 28  | 7  | 15 | 22  | 18  | 16 | 3 | 2 | 5  | 17 |
| 2017–2018  | Kelowna Rockets        | WHL        | 68  | 45 | 27 | 72  | 87  | 4  | 2 | 2 | 4  | 4  |
|            | Lehigh Valley Phantoms | AHL        | 5   | 1  | 1  | 2   | 0   | 2  | 0 | 0 | 0  | 0  |
| 2018–2019  | Lehigh Valley Phantoms | AHL        | 69  | 10 | 14 | 24  | 50  | —  | — | — | —  | —  |
| 2019–2020  | Philadelphia Flyers    | NHL        | 1   | 0  | 0  | 0   | 0   | —  | — | — | —  | —  |
| NHL totalt | NHL totalt             | NHL totalt | 1   | 0  | 0  | 0   | 0   | —  | — | — | —  | —  |
| AHL totalt | AHL totalt             | AHL totalt | 74  | 11 | 15 | 26  | 50  | 2  | 0 | 0 | 0  | 0  |
| WHL totalt | WHL totalt             | WHL totalt | 257 | 88 | 94 | 182 | 211 | 41 | 6 | 9 | 15 | 35 |